# 杜尔纳扎克
杜尔纳扎克（法語：Dournazac）是法国新阿基坦大区上维埃纳省的一个市镇，位于该省西南部，和多尔多涅省接壤，属于罗什舒阿尔区。

## 地理
杜尔纳扎克（45°37'30"N, 0°54'59"E）面积35.97 平方千米，位于法国新阿基坦大区上维埃纳省，该省份为法国中西部省份，北起顺时针与安德尔省、克勒兹省、科雷兹省、多爾多涅省、夏朗德省和维埃纳省接壤。
与杜尔纳扎克接壤的市镇（或旧市镇、城区）包括：尚帕尼亚克-拉里维耶尔、米亚莱、菲尔贝、比西耶尔加朗、沙吕、拉沙佩尔蒙特布朗代。

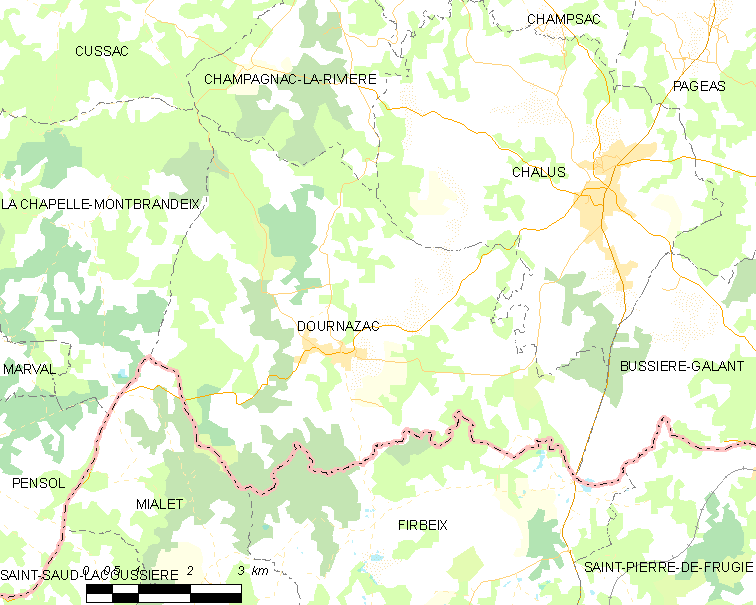
杜尔纳扎克的OSM定位图

杜尔纳扎克的时区为UTC+01:00、UTC+02:00（夏令时）。

## 行政
杜尔纳扎克的邮政编码为87230，INSEE市镇编码为87060。

## 政治
杜尔纳扎克所属的省级选区为罗什舒阿尔县。

## 人口

1962-2008年间杜尔纳扎克人口变化图示

杜尔纳扎克于2022年1月1日时的人口数量为669人。